# Akademicki Związek Sportowy Koszalin
L'A.Z.S. Koszalin è una società cestistica avente sede a Koszalin, in Polonia. Fondata nel 1968, gioca nel campionato polacco.

## Palmarès
- Coppa di Polonia: 1

2010